# L'affare Bonnard
L'affare Bonnard è un film del 2010 diretto da Annamaria Panzera.